# Долинка (Сакский район)
Доли́нка (до 1948 года Ста́рый Карагу́рт; укр. Долинка, крымскотат. Eski Qarağurt, Эски Къарагъурт) — село в Сакском районе Республики Крым, входит в состав Митяевского сельского поселения (согласно административно-территориальному делению Украины — Митяевского сельсовета Автономной Республики Крым).

## Население
| 2001 | 2014 |
| ---- | ---- |
| 879  | ↘733 |

Всеукраинская перепись 2001 года показала следующее распределение по носителям языка
| Язык             | Процент |
| ---------------- | ------- |
| русский          | 49.83   |
| крымскотатарский | 25.26   |
| украинский       | 22.98   |
| другие           | 0.91    |

### Динамика численности
| - 1806 год — 279 чел. - 1864 год — 151 чел. - 1889 год — 242 чел. - 1892 год — 63 чел. - 1900 год — 260 чел. - 1915 год — 44/257 чел. | - 1926 год — 241 чел. - 1989 год — 808 чел. - 2001 год — 889 чел. - 2009 год — 882 чел. - 2014 год — 733 чел. |

## Современное состояние
На 2016 год в Долинке 11 улиц и 1 переулок; на 2009 год, по данным сельсовета, село занимало площадь 109 гектаров, на которой в 302 дворах числилось 882 жителя. В Долинке действуют библиотека, фельдшерско-акушерский пункт, храм святителя Иннокентия Иркутского и мечеть «Эски Къарагъурт джамиси». Село связано автобусным сообщением с райцентром Саки (маршрут № 133).

## География
Долинка — село в центре района, в степном Крыму, во впадающей с востока в озеро Сасык балке Надеждинская (ранее Джилга-Баш, высота центра села над уровнем моря — 7 м. Соседние сёла: в 1,5 км на север — Листовое и на восток — Митяево, в 1 км на северо-запад Журавли. Расстояние до райцентра — около 20 километров (по шоссе), там же ближайшая железнодорожная станция Саки (на линии Остряково — Евпатория). Транспортное сообщение осуществляется по региональной автодороге 35Н-486 Охотниково — Митяево (по украинской классификации С-0-11239).

## История
Первое документальное упоминание села встречается в Камеральном Описании Крыма… 1784 года, судя по которому, в последний период Крымского ханства Каракурт был центром Каракуртского кадылыка Бахчисарайского каймаканства. После присоединения Крыма к России (8) 19 апреля 1783 года, (8) 19 февраля 1784 года, именным указом Екатерины II сенату, на территории бывшего Крымского Ханства была образована Таврическая область и деревня была приписана к Евпаторийскому уезду. После Павловских реформ, с 1796 по 1802 год, входила в Акмечетский уезд Новороссийской губернии. По новому административному делению, после создания 8 (20) октября 1802 года Таврической губернии, Каракурт был включён в состав Тулатской волости Евпаторийского уезда.

По Ведомости о волостях и селениях, в Евпаторийском уезде с показанием числа дворов и душ… от 19 апреля 1806 года в деревне Османли-Караурт числился 31 двор, 263 крымских татарина и 16 цыган. На военно-топографической карте 1817 года деревня Карагурт обозначена с 31 двором. После реформы волостного деления 1829 года Карагурт, согласно «Ведомости о казённых волостях Таврической губернии 1829 года», отнесли к Темешской волости (переименованной из Тулатской). На карте 1836 года в деревне 50 дворов, как и на карте 1842 года. Во время Крымской войны, 17(29) сентября 1855 года у деревни Карагурт в рукопашном бою с французской и турецкими кавалериями погибли 38 воинов уланского и донского казачьего полков (в память об этом в селе установлен памятник).

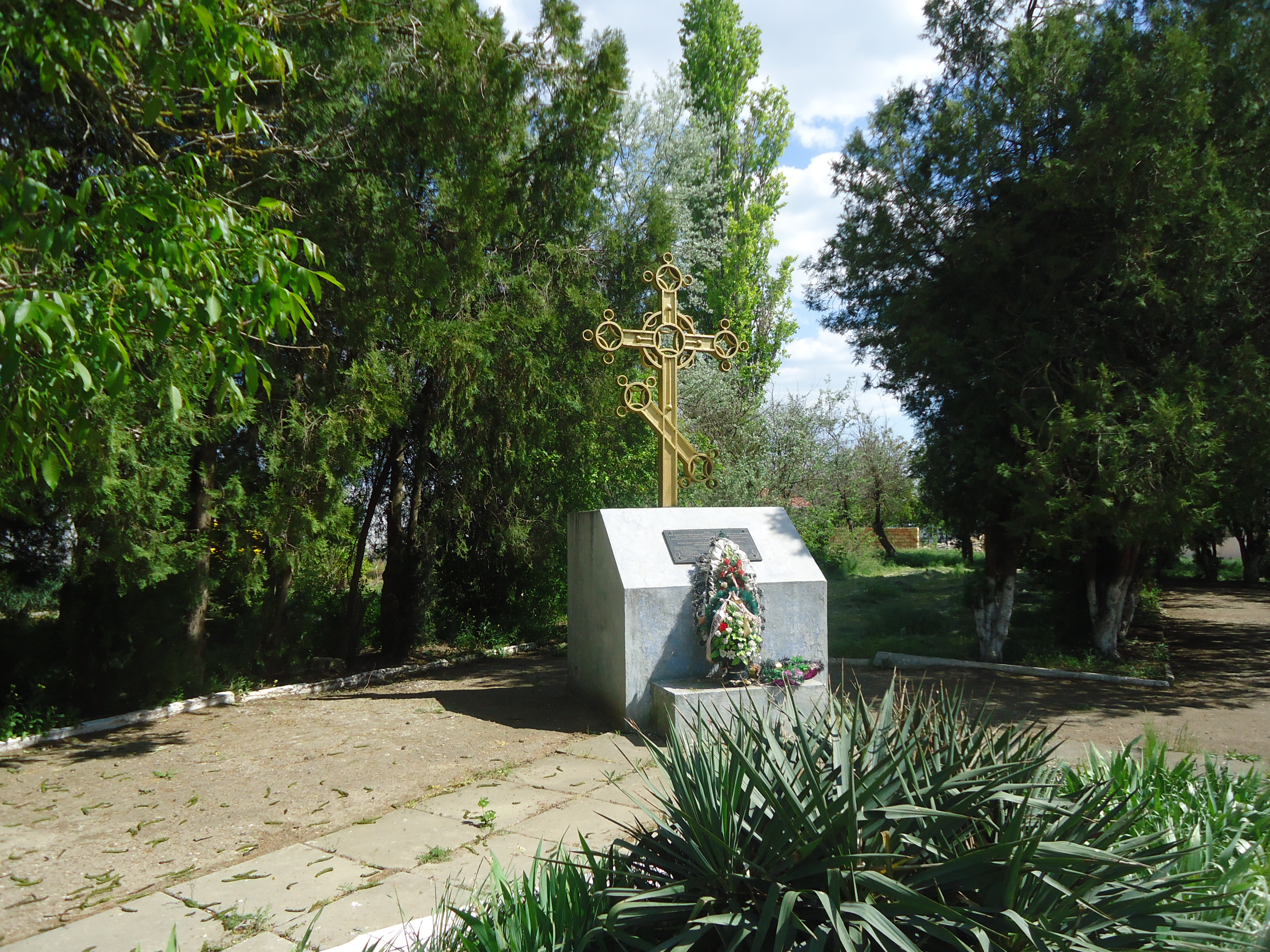
Памятник бою 1855 года

В 1860-х годах, после земской реформы Александра II, деревню приписали к Сакской волости. Согласно «Памятной книжке Таврической губернии за 1867 год», деревня Карагурт была покинута жителями в 1860—1864 годах, в результате эмиграции крымских татар, особенно массовой после Крымской войны 1853—1856 годов, в Турцию и заселена татарами и немецкими колонистами. В «Списке населённых мест Таврической губернии по сведениям 1864 года», составленном по результатам VIII ревизии 1864 года, Карагурт — владельческая деревня немецких колонистов и татар, с 20 дворами, 151 жителем и мечетью при колодцах. По обследованиям профессора А. Н. Козловского 1867 года, глубина колодцев в деревне составляла 2—5 саженей (4—10 м), в половине из которых вода была солоноватая, как и в родниках. На трёхверстовой карте Шуберта 1865—1876 года в деревне Карагурт 50 дворов.
В «Памятной книге Таврической губернии 1889 года» по результатам Х ревизии 1887 года записан Карагурт с 44 дворами и 242 жителями. Согласно «…Памятной книжке Таврической губернии на 1892 год», в деревне Карагурт, входившей в Юхары-Джаминское сельское общество, было 63 жителя в 15 домохозяйствах, на верстовой карте 1890 года в Каракурте обозначено 45 дворов со смешанным татарско-немецко-русским населением.
Земская реформа 1890-х годов в Евпаторийском уезде прошла после 1892 года, в результате её Карагурт остался в составе Сакской волости.
По «…Памятной книжке Таврической губернии на 1900 год» в деревне числилось 260 жителей в 45 дворах. По Статистическому справочнику Таврической губернии. Ч.II-я. Статистический очерк, выпуск пятый Евпаторийский уезд, 1915 год, в Сакской волости Евпаторийского уезда числились деревни Карагурт (вакуф) и Карагурт (Балатукова), все жителм татары. В Карагурте (вакуф) числилось 44 двора (33 двора с землёй, 11 — безземельные), 44 человека приписного населения и 107 — «постороннего», из которых 88 мужчин и 53 женщины. Жители владели 850 десятинами удобной земли. В хозяйствах имелось 103 лошади, 18 волов, 39 коров и 338 голов мелкого скота. В Карагурте (Балатукова) — 26 дворов (все дворы безземельные) без приписного населения, со 150 — «постороннего», из которых 78 мужчин и 72 женщины. Жители землёй не владели, но за селением числилось 1200 десятинами удобной земли. В хозяйствах имелось 128 лошадей, 74 вола, 28 коров и 742 головы мелкого скота.
После установления в Крыму Советской власти, по постановлению Крымревкома от 8 января 1921 года № 206 «Об изменении административных границ» была упразднена волостная система и село вошло в состав Евпаторийского района Евпаторийского уезда, а в 1922 году уезды получили название округов. 11 октября 1923 года, согласно постановлению ВЦИК, в административное деление Крымской АССР были внесены изменения, в результате которых округа были отменены и произошло укрупнение районов — территорию округа включили в Евпаторийский район. Согласно Списку населённых пунктов Крымской АССР по Всесоюзной переписи 17 декабря 1926 года, в селе Карагурт Старый, Айдаргазского сельсовета Евпаторийского района, числился 51 двор, все крестьянские, население составляло 241 человек, из них 144 татарина, 61 украинец, 18 русских, 11 немцев, 7 белорусов, действовала татарская школа. Постановлением Президиума КрымЦИКа «Об образовании новой административной территориальной сети Крымской АССР» от 26 января 1935 года был создан Сакский район и село включили в его состав.
В 1944 году, после освобождения Крыма от фашистов, согласно Постановлению ГКО № 5859 от 11 мая 1944 года, 18 мая крымские татары были депортированы в Среднюю Азию. 12 августа 1944 года было принято постановление № ГОКО-6372с «О переселении колхозников в районы Крыма», по которому в район из Курской и Тамбовской областей РСФСР в район переселялись 8100 колхозников, а в начале 1950-х годов последовала вторая волна переселенцев из различных областей Украины. С 25 июня 1946 года в составе Крымской области РСФСР.
Указом Президиума Верховного Совета РСФСР от 18 мая 1948 года, Старый Карагурт переименовали в Долинку. 26 апреля 1954 года Крымская область была передана из состава РСФСР в состав УССР, в том же году был создан Охотниковский сельсовет, в который, судя по всему, включили село, поскольку на 15 июня 1960 года оно уже числилось в его составе. Указом Президиума Верховного Совета УССР «Об укрупнении сельских районов Крымской области», от 30 декабря 1962 года село присоединили к Евпаторийскому району. 1 января 1965 года, указом Президиума ВС УССР «О внесении изменений в административное районирование УССР — по Крымской области», Евпаторийский район был упразднён и село включили в состав Сакского (по другим данным — 11 февраля 1963 года). К 1968 году село уже в составе Митяевского сельсовета. По данным переписи 1989 года в селе проживало 808 человек. С 12 февраля 1991 года село в восстановленной Крымской АССР, 26 февраля 1992 года переименованной в Автономную Республику Крым. С 21 марта 2014 года в составе Крыма аннексирована Россией.